# Élmer Cáceres Llica
Élmer Cáceres Llica (Chivay, Arequipa; 13 de mayo de 1973) es un arquitecto y político peruano. Ex gobernador regional de Arequipa desde el 1 de enero de 2019 hasta 25 de octubre del 2021.

## Biografía
Estudió en la Universidad Nacional de San Agustín (UNSA) la carrera de arquitectura. Entre los años 2003 y 2006 fue parte del Movimiento Independiente Desarrollo Caylloma. En el 2002 fue elegido alcalde de la Provincia de Caylloma para el periodo 2003-2006.  Fue militante de Acción Popular entre el 2004 y 2009. En las elecciones de 2006 fue candidato a la presidencia regional por el Movimiento Regional Arequipa Avancemos ocupando el sexto puesto, fue parte de dicho movimiento entre los años 2011 y 2014. En el 2010 fue nuevamente elegido alcalde para el periodo 2011-2014. En las elecciones regionales de 2014 fue candidato a la presidencia regional por Vamos Perú ocupando el tercer puesto. En el 2018 participó en la segunda vuelta para las elecciones como candidato a gobernador de la región Arequipa por la organización política Arequipa -Unidos por el Gran Cambio,  obteniendo el puesto luego de una campaña donde apeló a sus raíces andinas y apeló a la victimización aduciendo ataques racistas de sus oponentes contra su persona.

## Controversias

### Denuncias de abuso sexual
Cáceres Llica fue denunciado por abuso sexual en el 2004 por una ciudadana francesa que entonces era estudiante de Turismo y se encontraba realizando una pasantía en Arequipa; en tanto que en 2014 y 2017 fue denunciado por otras dos mujeres peruanas. No obstante, todas las denuncias en su contra fueron archivadas. Al ser cuestionado por periodistas sobre estos sucesos, Cáceres Llica negó los hechos señalando que todas ellas fueron sus parejas sentimentales.

### Pandemia de COVID-19 en Arequipa
Durante la pandemia de COVID-19 que afectó Arequipa, fue criticado por sus opositores por la demora en la atención hospitalaria a la población durante la emergencia sanitaria. No obstante, en la primera ola de la pandemia implementó el exitoso programa Barrio Libre de Coronavirus que fue un hito a nivel nacional en la detección temprana de casos COVID-19 y así fue destacado por el Ministerio de Salud. De igual manera, intervino después de 60 años el 80% del Hospital Regional Honorio Delgado Espinoza en plena pandemia, el principal hospital de la macrorregión sur del Perú, permitiendo escalar de 126 camas con puntos de oxígeno a 408 camas con oxígeno, una planta de oxígeno de 30 m3/h, 6 nuevas salas de operaciones, 2 nuevos centros UCI, entre otros.

### Caso "Los hijos del cóndor"
El 23 de octubre del 2021, Cáceres fue detenido en su domicilio en un mega-operativo encargado por la Policía Nacional y el Ministerio Público por integrar una presunta organización criminal llamado como "Los hijos del cóndor" dentro del Gobierno Regional dedicado a presuntos delitos de colusión, contra la administración pública en la modalidad de cohecho pasivo y a la entrega de "obras" a las autoridades que participaban de las actividades ilícitas. Junto con él, fueron detenidos 9 personas más que se encontraban como consejeros regionales y funcionarios encargados del proyecto especial Majes Siguas.
El 26 de noviembre, el Poder Judicial le dictó 24 meses de prisión preventiva junto con siete de las personas involucradas solicitada por el Ministerio Público siendo trasladados al penal de Socabaya donde cumplirían la sentencia. Para el 21 de diciembre, el Jurado Nacional de Elecciones suspendió sus funciones como gobernador debido al proceso judicial.

### Adquisición de butacas
En 2023 fue sentenciado a 7 años de prisión por la adquisición innecesaria de 232 butacas para el coliseo municipal La Montonera por un valor de 21 mil soles.